# 436149 Edabel
436149 Edabel este o planetă minoră (asteroid) din centura de asteroizi. A fost descoperită pe 7 noiembrie 2009 la  de . 
Obiectul prezintă o orbită caracterizată de o semiaxă mare de 2,3309247686132 UAi, o excentricitate de 0,20969149712918, o înclinație de 8,2508306679774 ° în raport cu ecliptica.